# François Daumas
François Daumas (3. ledna 1915 – 16. října 1984) byl francouzský egyptolog. Mezi lety 1959 a 1969 působil jako ředitel institutu Français d'archéologie orientale. Je po něm pojmenován Egyptologický ústav Françoise-Daumase.